# Liste der Pfarren im Stadtdekanat 22 (Erzdiözese Wien)
Das Stadtdekanat 22 ist ein Dekanat im Vikariat Wien Stadt der römisch-katholischen Erzdiözese Wien.
Es umfasst 11 Pfarren im 22. Wiener Gemeindebezirk Donaustadt mit rund 70.000 Katholiken.
Dekan ist P. Erwin Honer CMF.

## Pfarren mit Kirchengebäuden und Kapellen
- Ink. … Inkorporation

| Pfarrverband     | Pfarre                                                                   | Teilgemeinden                                          | Ink.                        | Seit     | Patrozinium               | Kirchengebäude und Kapellen                                                                                              | Bild                         |
| ---------------- | ------------------------------------------------------------------------ | ------------------------------------------------------ | --------------------------- | -------- | ------------------------- | --- | ---------------------------- |
|                  | Aspern                                                                   | St. Martin St. Katharina St. Edith Stein               |                             | um 1300  | Hl. Martin                | Pfarrkirche Aspern Kapelle im SMZ Ost, Kapelle im Geriatriezentrum des SMZ Ost, Seelsorgezentrum St. Katharina von Siena | Pfarrkirche Aspern           |
|                  | Breitenlee                                                               |                                                        | Schottenstift (OSB)         | 1784     | Hl. Anna                  | Breitenleer Pfarrkirche Neu-Eßlinger Kirche                                                                              | Pfarrkirche Breitenleer      |
|                  | Eßling                                                                   |                                                        |                             | 1946     | Hl. Josef                 | Pfarrkirche Essling | Pfarrkirche Eßling           |
|                  | Hl. Maria Magdalena an der Alten Donau (bis 31. März 2020: Kaisermühlen) | Bruckhaufen-St. Elisabeth Donaucitykirche Kaisermühlen |                             | 1909     | Hl. Maria Magdalena       | Pfarrkirche Kaisermühlen Pfarrkirche Bruckhaufen, Donaucity-Kirche, Christkönigskirche im Bretteldorf                    | Pfarrkirche Kaisermühlen     |
|                  | Hirschstetten                                                            |                                                        | Claretiner (CMF)            | 1953     | Mariä Himmelfahrt         | Pfarrkirche Hirschstetten Schlosskapelle Hirschstetten                                                                   | Pfarrkirche Hirschstetten    |
|                  | Kagran                                                                   |                                                        |                             | vor 1050 | Hl. Georg                 | Pfarrkirche Kagran Kapelle zur Heiligen Theresia von Lisieux im Haus der Barmherzigkeit Kagran                           | Pfarrkirche Kagran           |
| Donaustadt Mitte | Kagraner Anger                                                           |                                                        |                             | 1971     | Zum hl. Stanislaus Kostka | Pfarrkirche Kagraner Anger                                                                                               | Pfarrkirche Kagraner Anger   |
| Donaustadt Mitte | Neukagran                                                                |                                                        |                             | 1963     | Hl. Maria Goretti         | Pfarrkirche Neukagran | Neukagraner Pfarrkirche      |
| Donaustadt Mitte | Stadlau                                                                  |                                                        | Salesianer Don Boscos (SDB) | 1934     | Herz Jesu                 | Pfarrkirche Stadlau Kirche Maria Hilfe der Christen, Klosterkirche zur Unbefleckten Empfängnis                           | Pfarrkirche Stadlau          |
|                  | St. Christoph am Rennbahnweg                                             |                                                        |                             | 1988     | Hl. Christophorus         | Pfarrkirche St. Christoph am Rennbahnweg                                                                                 | St. Christoph am Rennbahnweg |
|                  | St. Claret – Ziegelhof                                                   |                                                        | Claretiner (CMF)            | 1989     | Hl. Antonius Maria Claret | Pfarrkirche St. Antonius Maria Claret                                                                                    | Pfarrkirche Ziegelhof        |

Zur ehemaligen Pfarre Bruckhaufen (1975–2020) siehe Pfarrkirche Bruckhaufen.

### Diözesaner Entwicklungsprozess
Am 29. November 2015 wurden für alle Pfarren der Erzdiözese Wien Entwicklungsräume definiert. Die Pfarren sollen in den Entwicklungsräumen stärker zusammenarbeiten, Pfarrverbände oder Seelsorgeräume bilden. Am Ende des Prozesses sollen aus den Entwicklungsräumen neue Pfarren entstehen. Im Stadtdekanat 22 wurden folgende Entwicklungsräume festgelegt:
- Eßling
- Bruckhaufen und Kaisermühlen (seit 1. April 2020 Pfarre Hl. Maria Magdalena an der Alten Donau)
- Aspern
- Breitenlee, Hirschstetten und St. Claret - Ziegelhof
- Kagraner Anger, Neukagran und Stadlau
- Kagran und St. Christoph am Rennbahnweg